# رایمو لوکاندر
رایمو لوکاندر (فنلاندی: Raimo Lukander; ۱۸ آوریل ۱۹۳۴ – ۲۷ اوت ۲۰۰۵) بازیکن فوتبال اهل فنلاند بود.
وی همچنین در تیم ملی فوتبال فنلاند بازی کرده‌است.